# Wladimir Iwanowitsch Morosow
Wladimir Iwanowitsch Morosow (russisch Владимир Иванович Морозов; * 19. Juli 1952 in der Oblast Moskau) ist ein ehemaliger sowjetischer Kanute, der 1976 Olympiasieger wurde. 
Der sowjetische Vierer-Kajak mit Sergei Tschuchrai, Alexander Degtjarjow, Jurij Filatow und Wladimir Morosow gewann bei den Olympischen Spielen 1976 in Montreal die Goldmedaille auf der olympischen 1000-Meter-Strecke vor den Booten aus Spanien und der DDR.
Bei den Weltmeisterschaften 1977 in Sofia gewannen Oleksandr Schaparenko, Wladimir Morosow, Sergei Nikolski und Alexander Awdejew den Titel auf der 10.000-Meter-Strecke vor den Ungarn und den Polen. Auf der 1000-Meter-Strecke siegten die Polen vor dem sowjetischen Vierer. Ein Jahr später wiederholten die vier Kanuten ihren Erfolg auf der 10.000-Meter-Strecke bei den Weltmeisterschaften in Belgrad.